# VfB Glauchau
VfB Glauchau was een Duitse voetbalclub uit de stad Glauchau, in de deelstaat Saksen.

## Geschiedenis
De club werd op 1 oktober 1907 opgericht als FC Wacker Glauchau. De eerste wedstrijd werd gewonnen met 4:1 van Wehrdigter FC Olympia, waar de club een jaar later mee fuseerde tot FC 1907 Glauchau. De clubkleuren waren toen blauw-wit. In mei 1915 fuseerde de club dan met de Glauchauer Sportfreunde tot VfB Glauchau met zwart-witte kleuren. De club was aangesloten bij de Midden-Duitse voetbalbond en speelde in de competitie van West-Saksen.
Na de Tweede Wereldoorlog werd de club heropgericht als SG Glauchau. Na nog enkele wijzigingen ontstond op 15 februari 1951 BSG Chemnie Glauchau.
Na de Duitse hereniging werd de naam gewijzigd in VfB Chemie Glauchau en kort daarna werd weer de historische naam VfB Glauchau aangenomen.
In 2010 vond er een fusie plaats tussen VfB Glauchau en SV Empor tot een nieuwe club SV Empor Glauchau,